# Alfredo Zennaro
Alfredo Zennaro (Mogliano Veneto, 15 agosto 1916 – Roma, 18 settembre 2007) è stato un illustratore, regista teatrale e scrittore italiano.

## Biografia
Alfredo Zennaro nasce il 15 agosto 1916 a Mogliano Veneto da padre veneziano e da madre slava. Dopo regolari studi fatti in collegio viene chiamato alle armi a vent'anni dove presta servizio militare fino a ventisette. Ritornato a casa nel 1944, incomincia a studiare da capo, frequentando il corso triennale di regia all'Accademia nazionale d'arte drammatica di Roma. Ha lavorato al Piccolo Teatro della Città di Roma del quale è stato uno dei fondatori.
Di Zennario Paolo Mieli scrive: "Del regista Alfredo Zennaro è agli atti che «si sarebbe recato in un paese del Cominform, la Cecoslovacchia, per girarvi un film a sfondo comunista»; ma anche che è separato dalla moglie, «una mulatta nativa di Mogadiscio che a sua volta convive con un noto giornalista»; al momento – si legge nelle carte di polizia – Zennaro è legato «a un’attrice di varietà comunista la quale ha madre e sorella anch’esse di sentimenti comunisti»."
Alfredo Zennaro negli anni '50 e '60 del secolo scorso, frequentava la sala da tè Babington's a Piazza di Spagna per le iniziative denominate Caffè letterari di Roma
Muore a Roma il 18 settembre 2007.

## Opere

### Teatro
Opere teatrali dirette da Alfredo Zennaro:
- Parlamento di Ruzante.
- La famiglia dell'antiquario di Carlo Goldoni.[5]
- Gli orecchini da festa di Riccardo Selvatico.
- Le miserie 'd Monsù Travet di Vittorio Bersezio.
- Carambola di Dino Terra.
- Il ventaglio di Carlo Goldoni.[5]
- Dal tuo al mio di Giovanni Verga.

### Cinema
- Nel 1963 realizza i materiali iconografici per il Cinegiornale della pace.[6]

### Libri
- Manuale del teatro filodrammatico, Edizioni di Cultura Sociale, Roma, 1950.

### Illustrazioni
- Passeggiate romane di Stendhal, Alberto Moravia, Alfredo Zennaro e Marco Cesarini Sforza, traduzione di Marco Cesarini Sforza, illustrazioni di Alfredo Zennaro, Roma, Laterza, 1973.

### Traduzioni
- Scritto sotto la forca di Julius Fučík, Roma, Editori Riuniti, 1959. ISBN 9788877996138

### Collaborazioni
- Su Pioniere ha pubblicato con continuità la rubrica L'angolo di Pulcinella, dedicata all'allestimento di scene e costumi, dal 1954 al 1960 dove viene spiegato come realizzare opere teatrali per ragazzi.[7]